# Antoni Frydel

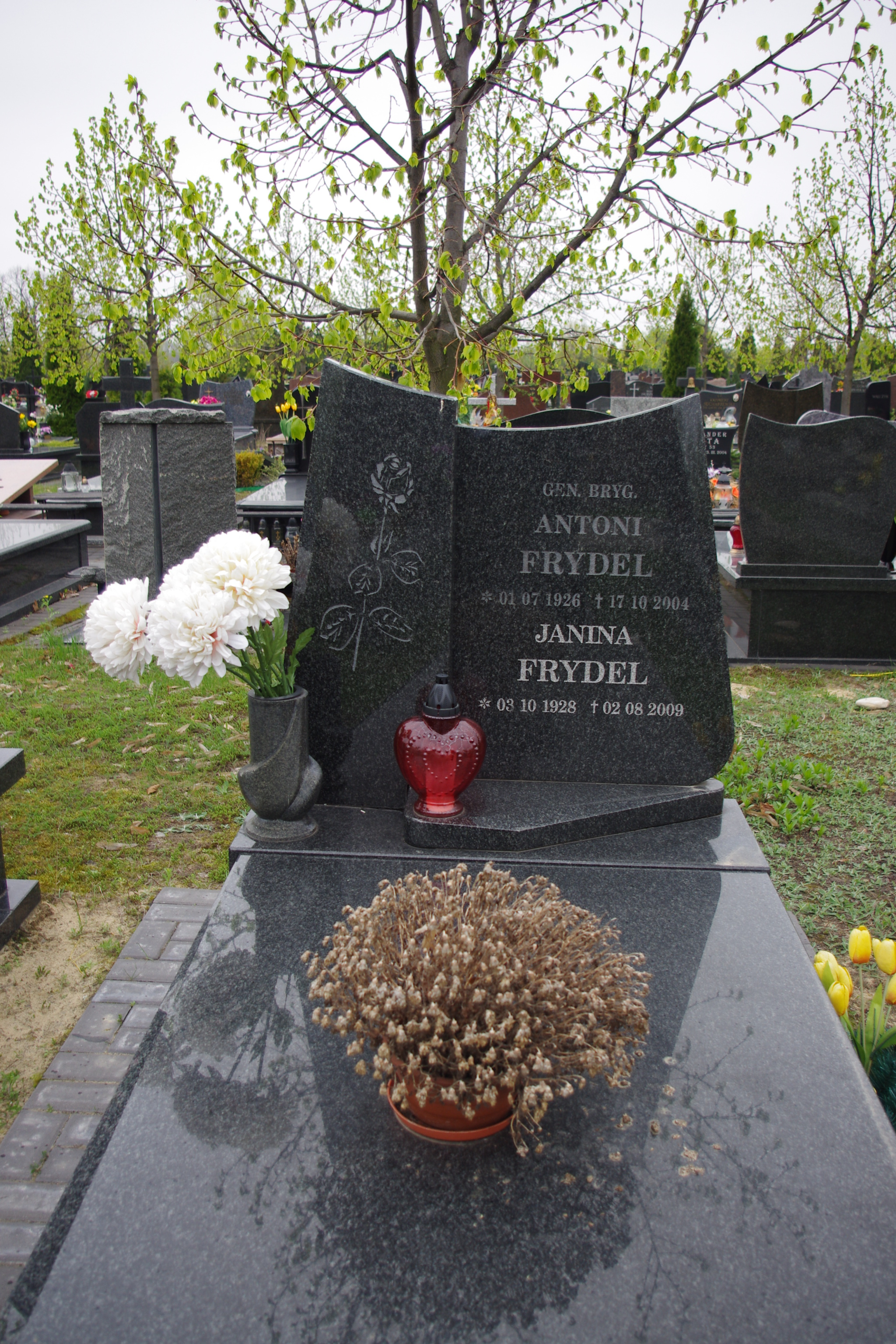
Grób Antoniego Frydela (1926-2004) na cmentarzu komunalnym Północnym w Warszawie

Antoni Frydel (ur. 1 lipca 1926 w Godziszce, zm. 17 października 2004 w Warszawie) – generał brygady Milicji Obywatelskiej.

## Życiorys
Syn Michała i Marii. Ukończył 7 klas szkoły powszechnej oraz Centralną Szkołę Partyjną im. Juliana Marchlewskiego. Członek PPR od 1945, a następnie PZPR. W latach 1971–1978 członek Egzekutywy Komitetu Warszawskiego PZPR.

## Przebieg służby
- 1945–1946 - milicjant w Prudniku
- 1946–1947 - zastępca komendanta powiatowego MO w Prudniku
- 1947–1950 - milicjant Komendy Miejskiej MO w Zabrzu
- 1950–1951 - st. oficer śledczy Służby Kryminalnej Komendy Miejskiej MO w Katowicach
- 1951–1953 - kierownik referatu Służby Kryminalnej Komendy Powiatowej MO w Będzinie
- 1953–1954 - kierownik sekcji Wydziału III Komendy Wojewódzkiej MO w Katowicach
- 1954–1957 - wykładowca Ośrodka Szkolenia Aktywu Kierowniczego MO w Warszawie
- 1957–1961 - wykładowca Oficerskiej Szkoły MO w Legionowie
- 1961–1963 - st. inspektor Oddziału Szkolenia Komendy Głównej MO
- 1963–1965 - naczelnik Wydziału Służby Kryminalnej Komendy Wojewódzkiej MO w Kielcach
- 1965–1968 - naczelnik wydziału do Walki z Przestępstwami Gospodarczymi Komendy Stołecznej MO w Warszawie
- 1968–1969 - zastępca komendanta stołecznego MO w Warszawie do spraw Służby Milicji
- 1969–1976 - komendant stołeczny MO w Warszawie
- od 1976 - dyrektor generalny Centralnego Zarządu Zakładów Karnych
- od 1978 - wykładowca Akademii Spraw Wewnętrznych w Warszawie
- 1985 - przeniesiony w stan spoczynku

Był żonaty z Janiną Frydel (1928-2009). Został pochowany na cmentarzu komunalnym Północnym na Wólce Węglowej w Warszawie. 

## Awanse
- 1946 - kapral
- 1948 - plutonowy
- 1950 - chorąży
- 1954 - podporucznik
- 1955 - porucznik
- 1958 - kapitan MO
- 1963 - major MO
- 1966 - podpułkownik MO
- 1969 - pułkownik MO
- 1974 - generał brygady MO (nominację wręczył I sekretarz KC PZPR Edward Gierek)

## Publikacje własne
- Przestępstwo rozboju w świetle kryminalistyki i kryminologii, Warszawa Wydawnictwo Prawnicze 1974, 159 s.

## Odznaczenie
- Złota odznaka „Za opiekę nad zabytkami” (1976)[1]
- Złota odznaka honorowa „Za Zasługi dla Warszawy” (1975)[2]
- Złoty Znak Związku Ochotniczych Straży Pożarnych (1975)[3]